# Pavel Ditrych
Pavel Ditrych je bývalý československý reprezentant v orientačním běhu. Jeho největším úspěchem je stříbrná medaile ze štafetového závodu mistrovství světa v roce 1983, kterou vybojoval spolu s Vlastimilem Uchytilem, Jozefem Pollákem a Jaroslavem Kačmarčíkem.

## Sportovní kariéra

### Umístění na MS
| Aviemore 1976     |           | 4. místo |
| Tampere 1979      | 14. místo |          |
| Thun 1981         | 34. místo |          |
| Zalaegerszeg 1983 | 19. místo | 2. místo |

### Umístění na MČSR
| MČSR 1971 | H15 – mladší dorostenci | 1. místo  |           | 2. místo  | OK Lokomotiva Pardubice |
| MČSR 1972 | H17 – starší dorostenci | 2. místo  |           | 8. místo  | OK Lokomotiva Pardubice |
| MČSR 1973 | H17 – starší dorostenci | 1. místo  |           | 10. místo | OK Lokomotiva Pardubice |
| MČSR 1974 | H19 – junioři           | 6. místo  |           | 1. místo  | OK Lokomotiva Pardubice |
| MČSR 1975 | H19 – junioři           | 15. místo |           |           | USK Praha               |
| MČSR 1978 | H21 – muži              | 10. místo | 2. místo  |           | USK Praha               |
| MČSR 1979 | H21 – muži              | 5. místo  |           | 3. místo  | USK Praha               |
| MČSR 1980 | H21 – muži              |           | 3. místo  | 8. místo  | USK Praha               |
| MČSR 1981 | H21 – muži              | 6. místo  | 5. místo  |           | USK Praha               |
| MČSR 1982 | H21 – muži              | 4. místo  | 15. místo |           | USK Praha               |
| MČSR 1983 | H21 – muži              | 22. místo | 7. místo  |           | USK Praha               |